# Friedrich Focke
Friedrich Focke (* 28. Februar 1890 in Lengerich; † 11. März 1970 in Hechingen) war ein deutscher Klassischer Philologe, der von 1925 bis 1946 als Professor für Gräzistik an der Universität Tübingen wirkte.

## Leben
Friedrich Focke studierte Klassische Philologie an der Universität Münster, wo er 1911 bei Wilhelm Kroll mit der Dissertation Quaestiones Plutarcheae de vitarum parallelarum textus historia („Untersuchungen zur Überlieferungsgeschichte der Parallelbiographien des Plutarch“) promoviert wurde. Nach seinem Einsatz im Ersten Weltkrieg wurde er 1919 als Oberassistent an der Universität Göttingen angestellt, wo er seine Habilitation erreichte. 1920 heiratete er Barbara von Dassel (1890–1946). 1923 ging er als Privatdozent an die Universität Breslau, 1925 wechselte er an die Universität Tübingen, wo er als Nachfolger von Friedrich Pfister eine außerordentliche Professur erhielt. Ab 1927 gab er die Tübinger Beiträge zur Altertumswissenschaft heraus.  Am 25. Januar 1933 wurde er zum persönlichen Ordinarius der Gräzistik ernannt.
Zum 1. Mai 1933 trat Focke der NSDAP bei, nach eigenen Angaben, weil er in der Verbindung von Nationalismus und Sozialismus die Lösung der Wirtschafts- und Staatskrise sah. Von 1935 bis 1937 fungierte er als Rektor der Universität Tübingen. Während seines Rektorates wurden unter anderem 1937 die Senatssitzungen der Universität abgeschafft. Insgesamt leistete Focke der parteilichen Einflussnahme auf universitäre Belange Widerstand. Dabei geriet er in Konflikt mit der Gauleitung und dem Minister Rust, was schließlich zu seiner Absetzung als Rektor führte. Der willkürlichen Interpretation germanischer oder angeblich germanischer Überlieferung trat Focke in seinen wissenschaftlichen Arbeiten entschieden entgegen. Ab dem 21. Oktober 1937 erhielt Focke die Bezüge eines Ordinarius; 1939 wurde er zum etatmäßigen ordentlichen Professor ernannt. Von 1939 bis 1941 diente er als Leutnant, später Oberleutnant im Zweiten Weltkrieg.
Nach Kriegsende wurde Focke im Juni 1946 aufgrund seiner exponierten Stellung unter den Nationalsozialisten seines Amtes enthoben und erhielt Lehrverbot. Im anschließenden Entnazifizierungsverfahren wurde er 1948 als „Mitläufer“ eingestuft und 1949 in den Ruhestand versetzt. Ab 1952 erhielt er den Status eines Emeritus mit entsprechenden Bezügen. Seinen Lehrstuhl hatte 1950 Wolfgang Schadewaldt erhalten, der die Tübinger Philologie während der 1950er und 1960er Jahre zu neuen Höhen führte.
Focke beschäftigte sich mit verschiedenen Epochen der griechischen Literatur. Zu seinen wichtigsten Schriften gehören Die Entstehung der Weisheit Salomos: Ein Beitrag zur Geschichte des jüdischen Hellenismus (Göttingen 1913), Herodot als Historiker (Stuttgart 1927), Demosthenesstudien (Stuttgart 1929) und Die Odyssee (Stuttgart 1943).

## Werke (Auswahl)
- Die Entstehung der Weisheit Salomos. Ein Beitrag zur Geschichte des jüdischen Hellenismus. Vandenhoeck & Ruprecht, Göttingen 1913.
- Herodot als Historiker. Kohlhammer, Stuttgart 1927.
- Demosthenes-Studien. Kohlhammer, Stuttgart 1929.
- Ritte und Reigen. Volkskundliches aus schwäbischer Gegenwart und nordischer Vergangenheit. Kohlhammer, Stuttgart 1941.
- Die Odyssee. Kohlhammer, Stuttgart 1943.
- Beiträge zur Geschichte der Externsteine. Kohlhammer, Stuttgart 1943.
- Zu Hölderlins "Friedensfeier". Niemeyer, Tübingen 1958.